# Марло, Патрик
Патри́к Дени́ Марло́ (фр. Patrick Denis Marleau; род. 15 сентября 1979 года, Суифт-Каррент, Саскачеван, Канада) — канадский хоккеист, нападающий. Двукратный олимпийский чемпион (2010, 2014) и чемпион мира (2003) в составе сборной Канады. Занимает первое место в истории НХЛ по количеству сыгранных матчей в регулярных чемпионатах (1779 игр). Один из пяти хоккеистов в истории НХЛ, сыгравших 900 матчей подряд (910 игр).

## Карьера
Свою юношескую карьеру начинал в команде «Сиэтл Тандербёрдз» из Западной хоккейной лиги, с которой провёл два сезона. Будучи новичком, Марло в составе клуба в стартовом сезоне 1995/96 забросил 32 шайбы и заработал 74 очка. В сезоне 1996/97 он был назначен капитаном команды и улучшил свои достижения до 51 шайбы и 125 очков в сезоне. В обеих категориях в лиге он занял третье место, а также стал вторым в голосовании на звание «Игрок года», уступив только Питеру Шеферу из клуба «Брандон Уит Кингз».
На драфте НХЛ 1997 года был выбран в первом раунде под общим вторым номером клубом «Сан-Хосе Шаркс», в котором выступал на протяжении 19 сезонов подряд.
В сезоне 2015/16 Марло набрал свое 1000-е очко и вместе с «Сан-Хосе» впервые добрался до финала Кубка Стэнли, где «Шаркс» уступили в 6 матчах «Питтсбург Пингвинз». Для набора 1000 очков Марло потребовалось сыграть 1349 матчей, это наибольшее количество игр в истории НХЛ для набора 1000 очков.

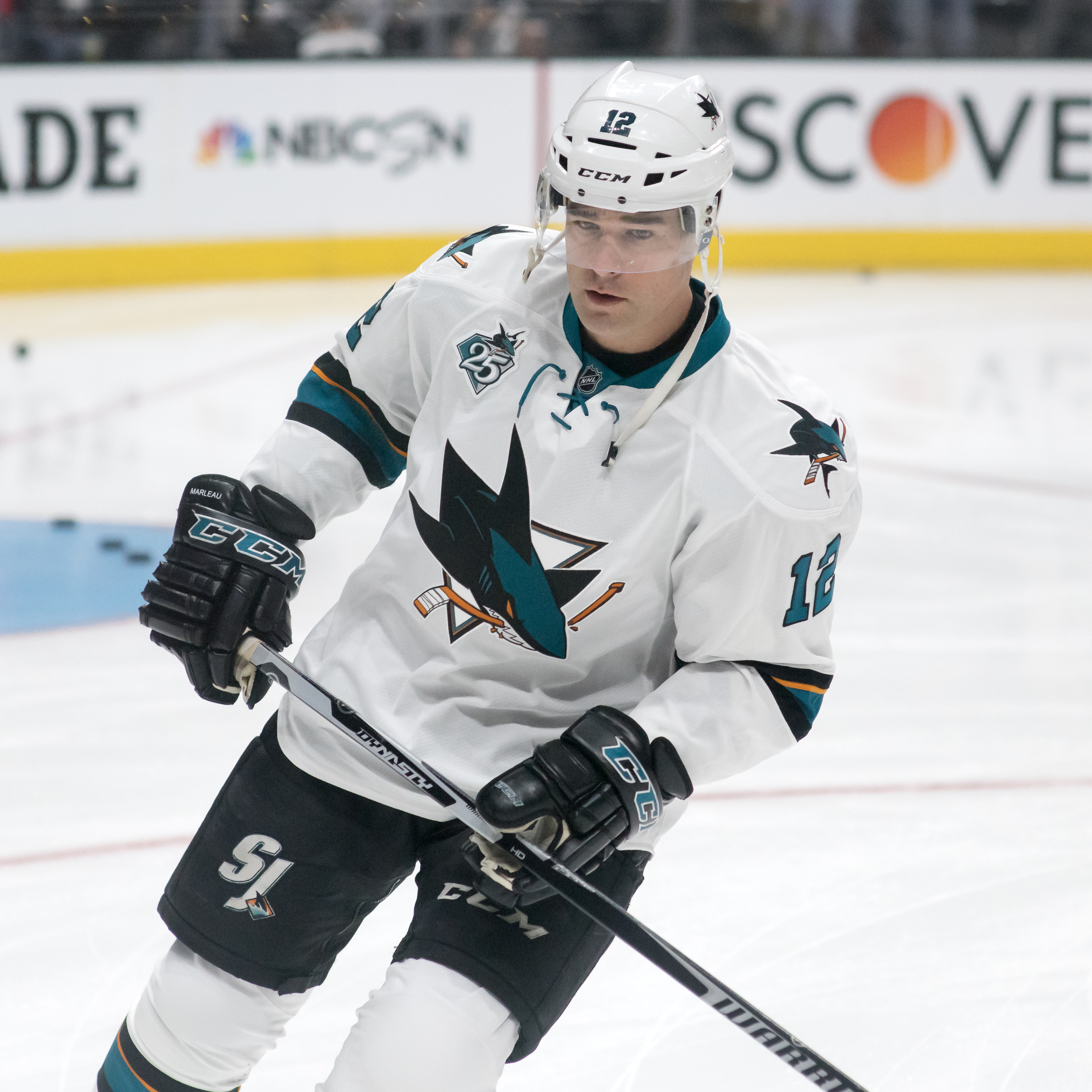
Марло в составе «Сан-Хосе Шаркс» в 2016 году

18 марта 2016 года Марло стал самым молодым хоккеистом в истории НХЛ, сыгравшим 1400 матчей в регулярных сезонах, ранее до этой отметки добирались 35 хоккеистов. 23 января 2017 года в матче против «Колорадо Эвеланш» впервые в своей карьере в НХЛ оформил «покер», забросив 4 шайбы в одной игре, причём все 4 раза Марло отличился в третьем периоде. 2 февраля 2017 года в матче против «Ванкувер Кэнакс» Марло забросил 500-ю шайбу в регулярных чемпионатах. Он стал 17-м хоккеистом, которому удалось забросить 500 шайб, выступая в составе одной команды.
Отыграв 19 сезонов и 1493 матча в составе «акул», 2 июля 2017 года 37-летний Марло подписал 3-летний контракт с «Торонто Мейпл Лифс» на общую сумму $ 18,75 млн. 5 октября, в первом же матче за новый клуб в Виннипеге с местными «Джетс», сделал «дубль». Помог «Торонто» выйти в плей-офф. В 7-м матче первого раунда против «Бостон Брюинз» забросил 2 шайбы, но «Листья» уступили в матче 4:7 и вылетели из розыгрыша Кубка Стэнли.
12 сезонов подряд проводит все матчи регулярного чемпионата (с 9 апреля 2009 года). По этому показателю занимает 5-е место в истории НХЛ.
В сезоне 2018/19 39-летний Марло вышел на пятое место в истории НХЛ по количеству сыгранных матчей (1723), уступая только Горди Хоу, Марку Мессье, Яромиру Ягру и Рону Фрэнсису.
13 октября 2020 года 41-летний Марло подписал однолетний контракт с «Сан-Хосе Шаркс» на сумму $ 700 тыс. 19 апреля 2021 года Марло установил рекорд по наибольшему количеству матчей в регулярных сезонах НХЛ (1768), побив рекорд Горди Хоу, который держался более 40 лет.
10 мая 2022 года Марло объявил о завершении профессиональной карьеры.

## Достижения

### Командные
- Чемпион мира: 2003
- Победитель Кубка мира: 2004
- Олимпийский чемпион: 2010, 2014

### Личные
- Участник матча всех звёзд НХЛ: 2004, 2007, 2009

## Статистика
| Легенда | Легенда                    | Легенда | Легенда                   | Легенда | Легенда    |
| ------- | -------------------------- | ------- | ------------------------- | ------- | ---------- |
| И       | Количество проведённых игр | Штр     | Штрафное время            | +/−     | Плюс-минус |
| Г       | Голы                       | П       | Голевые передачи          | О       | Очки       |
| -       | Статистика неизвестна      | —       | Статистика не учитывалась |         |            |